# Perunkavaara
Perunkavaara är en kulle i Finland. Den ligger i Rovaniemi i landskapet Lappland, i den norra delen av landet, 700 km norr om huvudstaden Helsingfors. Toppen på Perunkavaara är 251 meter över havet.
Terrängen runt Perunkavaara är huvudsakligen platt. Runt Perunkavaara är det mycket glesbefolkat, med 2 invånare per kvadratkilometer.